# Emily Campbell
Pour les articles homonymes, voir Campbell.
Emily Campbell, née le 6 mai 1994 à Nottingham (Royaume-Uni), est une haltérophile britannique. Elle est vice-championne olympique en plus de 87 kg à Tokyo en 2021.

## Carrière
Aux Jeux du Commonwealth de 2018, elle remporte la médaille de bronze en plus de 90 kg avant de gagner une autre médaille de bronze aux championnats d'Europe 2019.
En 2021, elle devient finalement championne d'Europe de sa catégorie lors des Mondiaux de Moscou. Quelques mois plus tard, elle devient vice-championne olympique en plus de 87 kg avec 283 kg derrière la Chinoise Li Wenwen. Elle devient alors la première Britannique à remporter une médaille olympique en haltérophilie.

## Palmarès

### Jeux olympiques
- médaille d'argent en +87 kg aux Jeux olympiques d'été de 2020 à Tokyo

### Championnats du monde
- médaille d'argent à l'épaulé-jeté et au total en +87 kg aux Championnats du monde 2022 à Bogota
- médaille d'argent à l'épaulé-jeté et médaille de bronze à l'arraché et au total en +87 kg aux Championnats du monde 2021 à Tachkent

### Championnats d'Europe
- médaille d'or à l'épaulé-jeté et au total en +87 kg aux Championnats d'Europe 2023 à Erevan
- médaille d'or à l'arraché, à l'épaulé-jeté et au total en +87 kg aux Championnats d'Europe 2022 à Tirana
- médaille d'or à l'arraché, à l'épaulé-jeté et au total en +87 kg aux Championnats d'Europe 2021 à Moscou
- médaille de bronze à l'arraché, à l'épaulé-jeté et au total en +87 kg aux Championnats d'Europe 2019 à Batoumi

### Jeux du Commonwealth
- médaille d'or en +87 kg aux Jeux du Commonwealth de 2022 à Birmingham
- médaille de bronze en +90 kg aux Jeux du Commonwealth de 2018 à Gold Coast